# Myrmotherula urosticta
A Myrmotherula urosticta a madarak osztályának verébalakúak (Passeriformes) rendjébe és a hangyászmadárfélék (Thamnophilidae) családjába tartozó faj.

## Rendszerezése
A fajt Philip Lutley Sclater angol ornitológus írta le 1857-ben, a Formicivora nembe Formicivora urosticta néven. Egyes szervezetek a Myrmopagis nembe sorolják Myrmopagis urosticta néven.

## Előfordulása
Brazília keleti részén, az Atlanti-óceán partvidékékén honos. Természetes élőhelyei a szubtrópusi vagy trópusi síkvidéki esőerdők és lombhullató erdők. Állandó, nem vonuló faj.

## Megjelenése
Testhossza 10 centiméter.

## Életmódja
Rovarokkal és valószínűleg pókokkal táplálkozik.

## Természetvédelmi helyzete
Az elterjedési területe kicsi és töredezett, egyedszáma is kicsi és csökken. A Természetvédelmi Világszövetség Vörös listáján sebezhető fajként szerepel.